# 阿普歇倫斯克
44°28′N 39°44′E / 44.467°N 39.733°E
阿普歇倫斯克（俄語：Апшеро́нск）是俄羅斯克拉斯諾達爾邊疆區南部的一個城市，位於普舍哈河畔，距克拉斯諾達爾151公里。2002年人口39,608人。
1863年建立，1947年設市。